# Villeneuve-lès-Avignon
Villeneuve-lès-Avignon [vil'nœv lez‿avi'ɲɔ̃] (alternative Schreibweise: Villeneuve-lez-Avignon; okzitanisch Vilanòva d’Avinhon) ist eine Gemeinde im Département Gard, Region Okzitanien, Südost-Frankreich, mit 12.950 Einwohnern (Stand 1. Januar 2022). Sie ist die östlichste Gemeinde des Départements Gard und liegt gegenüber von Avignon am rechten Ufer der Rhône.

## Geschichte
Laut einem Epitaph soll die heilige Casaria im 6. Jahrhundert als Einsiedlerin in einer Grotte auf dem im Nordosten der heutigen Stadt gelegenen Mont Andaon gelebt haben und am 8. Dezember 586 verstorben sein. Um ihr Grab entwickelte sich ein Heiligenkult. Später wurde auf dem Mont Andaon an der Stelle, wo nach der Legende Casaria gelebt haben soll, die erst für 982 sicher bezeugte Benediktinerabtei Saint-André gegründet, um die sich im 11. Jahrhundert eine gleichnamige Klostersiedlung entwickelte. Der 1087 verstorbene heilige Pons, Abt von Saint-André, wurde hier ebenfalls verehrt.

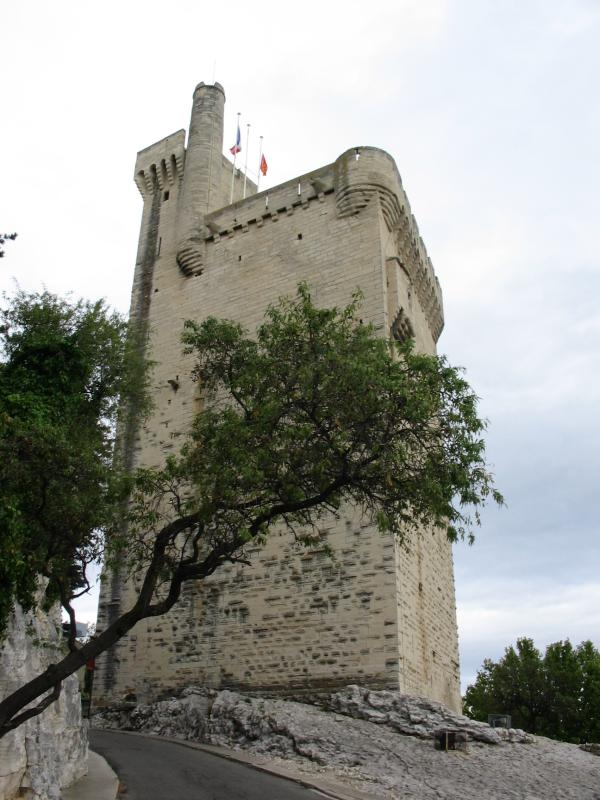
Tour Philippe le Bel

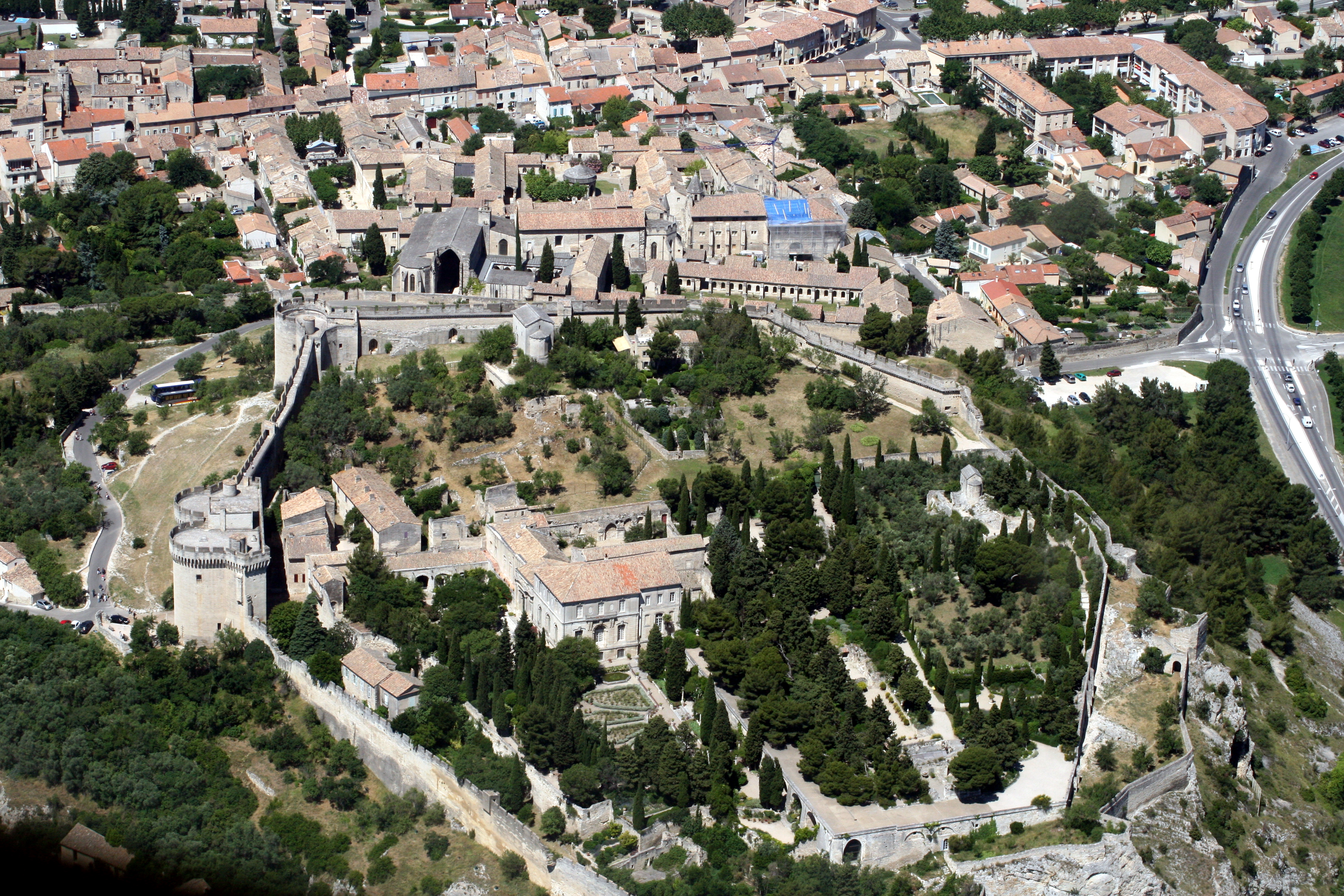
Fort Saint-André und das historische Zentrum

Als sich der französische König Ludwig VIII. auf dem Weg zum Albigenserkreuzzug befand und ihm im Sommer 1226 von dem unter der Oberhoheit des Heiligen Römischen Reichs stehenden Avignon die Durchreise verweigert wurde, erzwang er die Kapitulation der Stadt und handelte mit dem Abt von Saint-André einen Vertrag (Paréage) aus, laut dem der Abt sich unter seinen Schutz stellte.
1292 schloss Philipp der Schöne mit dem Abt von Saint-André einen neuen Vertrag, der die Errichtung einer Festung und eines Turmes gegenüber von Avignon vorsah, um die Abtei an der damaligen Grenze des Königreichs zu schützen. Mit dem sofort begonnenen Bau des Turmes (Tour Philippe le Bel) nahe der Pont Saint-Bénézet sicherte sich der König die Kontrolle dieser nach Avignon führenden Rhône-Brücke und die damit verbundenen Einnahmen. 1293 gründete  Philipp der Schöne ferner am Avignon gegenüberliegenden Rhône-Ufer eine königliche Bastide, die zunächst Ville Neuve-Saint-André-près-d’Avignon hieß und zahlreiche Privilegien und Freiheiten erhielt. Die neue Siedlung sollte Konkurrentin Avignons werden und diese Stadt überflügeln, doch verhinderte die 1309 erfolgte Übersiedlung der Päpste nach Avignon eine solche Entwicklung.
Während Avignon Hauptstadt der lateinischen Christenheit war, errichteten die Päpste und Kardinäle in Villeneuve prächtige Paläste, in denen eine kunstvolle Gartenkultur zur Entwicklung kam und die auch heute noch das Stadtbild prägen. Kardinal Arnaud de Via, Neffe des Papstes Johannes XXII., stiftete hier um 1330 die Kollegiatkirche Notre-Dame. 1349 kam in Villeneuve ein Vertrag zustande, der Montpellier unter die Herrschaft des französischen Königs brachte. 1356 gründete Papst Innozenz VI. hier die Kartäuserkirche Notre-Dame-du-Val-de-Bénédiction, die zu einer der größten und reichsten Europas wurde. Um 1360 ließ König Johann II. die bereits im Vertrag von 1292 vorgesehene Festung auf dem Mont Andaon erbauen, die den Namen Fort Saint-André erhielt. Sie sollte die Abtei Saint-André vor Angriffen gefürchteter Söldnerscharen schützen, die im damals tobenden Hundertjährigen Krieg umherzogen, und zugleich die Grenze des Königreichs Frankreich. Auch nach der Rückkehr der Päpste nach Rom (1377) konnte sich dank der Privilegien und der Anwesenheit reicher Klöster ein gewisser Wohlstand in Villeneuve halten.
Während der französischen Revolution blieb es in Villeneuve relativ ruhig; auch fanden hier viele Avignonesen Zuflucht. Doch verlor die Stadt ihre Privilegien einer königlichen Stadt und ihre reichen Klöster; sie sank zu einem Kantonshauptort herab. Im 19. Jahrhundert wurde die Stadt bevorzugter Wohnort für wohlhabende Bürger von Avignon, die von hier einen schönen Blick auf ihre Stadt hatten. Dies ist bis heute so geblieben.

### Bevölkerungsentwicklung
| Jahr                       | 1962 | 1968 | 1975 | 1982 | 1990   | 1999   | 2006   | 2017   |
| Einwohner                  | 6422 | 6977 | 8540 | 9282 | 10.730 | 11.791 | 12.471 | 11.698 |
| Quellen: Cassini und INSEE |      |      |      |      |        |        |        |        |

## Sehenswürdigkeiten

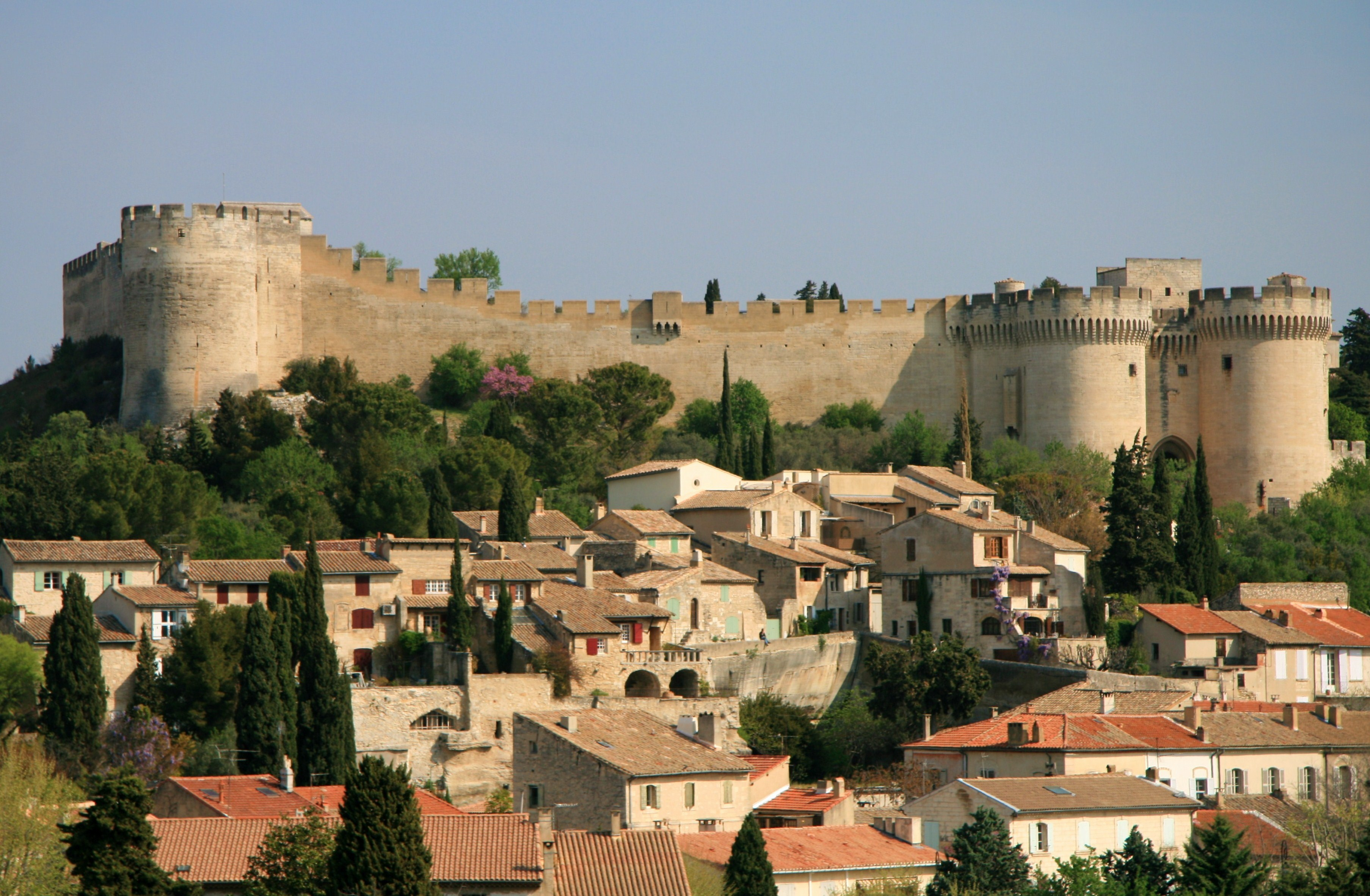
Fort Saint-André

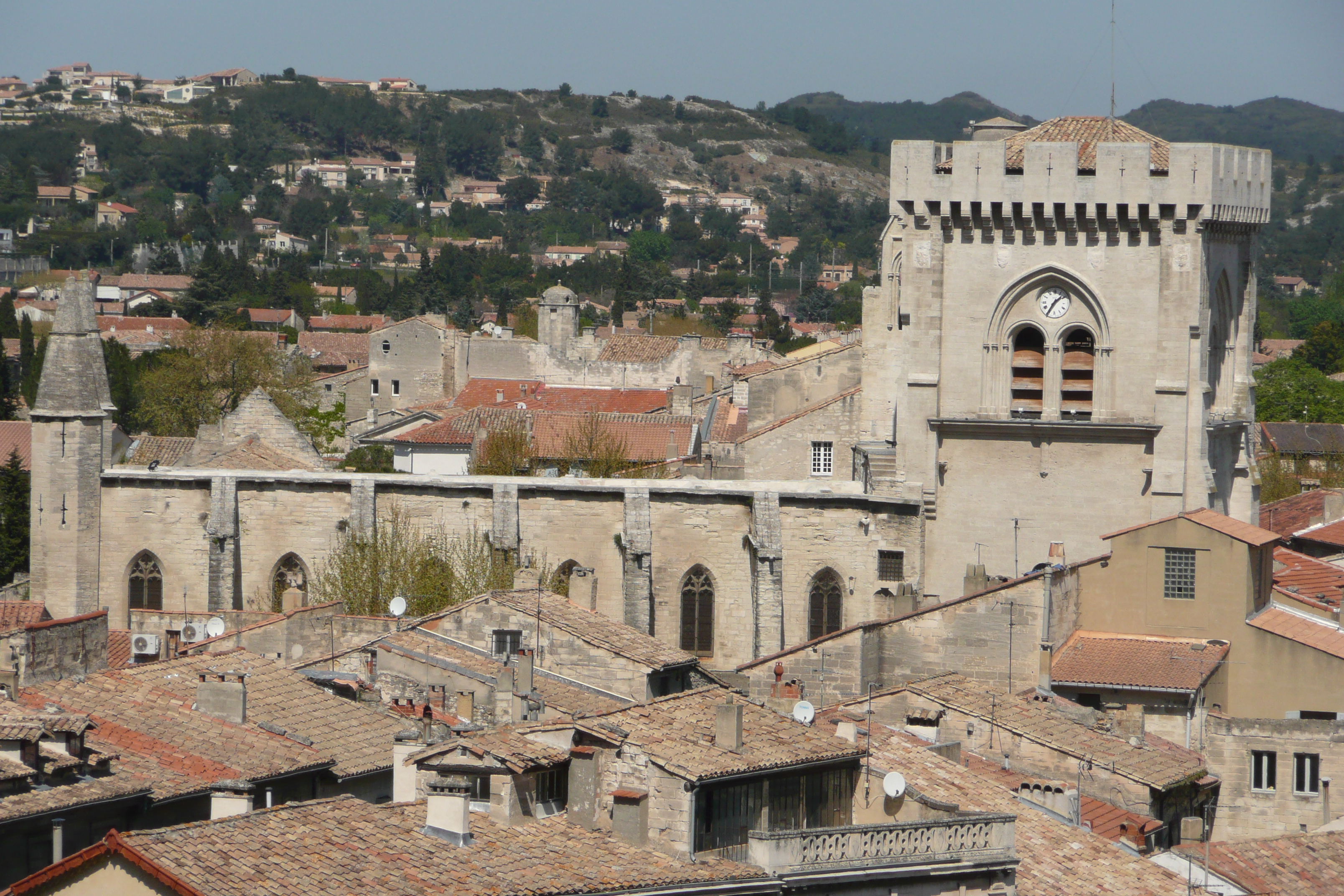
Notre-Dame de Villeneuve-lès-Avignon

- Chartreuse Notre-Dame-du-Val-de-Bénédiction, 1356 durch Papst Innozenz VI. gegründetes Kartäuserkloster mit 1358 geweihter Kirche; in einer von deren später angebauten Seitenkapellen befindet sich das Grabmal Innozenz’ VI.; im Zuge der Französischen Revolution wurde die Anlage säkularisiert und verkauft, ab 1909 wiederhergestellt
- Ehemalige Kollegiatkirche Collégiale Notre-Dame de Villeneuve-lès-Avignon, Anfang des 14. Jahrhunderts erbaut, mit reichem Marmoraltar und bemerkenswerten Gemälden
- Fort Saint-André, im 14. Jahrhundert auf dem Mont Andaon erbaute Festung mit Doppelturmanlage am Eingang, darin eine romanische Kapelle und Überreste der ehemaligen Benediktinerabtei Saint-André
- Terrassengärten in der Abtei, bis zur Französischen Revolution von Benediktinermönchen unterhalten,  wurden sie 1916 vom Maler Gustave Fayet erworben, der sie der befreundeten Dichterin Elsa Koeberlé und ihrer Lebensgefährtin Génia Lioubow schenkte, die die Gärten gemeinsam wiederherstellten. Auf einer Fläche von zwei Hektar breitet sich ein „italienischer“ und ein „mediterraner“ Garten aus. Letzterer wurde ab 1950 von Roseline Bacou, Fayets Enkelin – unter Einbeziehung der Überreste der Abtei Saint-André, des ehemaligen Friedhofs und der Fundamente der St.-Martins-Kirche – gestaltet.[1]
- Tour Philippe-Le-Bel, im 14. Jahrhundert errichteter befestigter Brückenturm bei der Pont Saint-Bénézet

## Verkehr
Villeneuve-lès-Avignon hat einen Bahnhof an der Bahnstrecke Givors-Canal–Grezan, die in diesem Abschnitt am 30. August 1880 von der Compagnie des chemins de fer de Paris à Lyon et à la Méditerranée (PLM) eröffnet wurde. Er liegt an der rechten Rhonestrecke, die seit 1973 nahezu ausschließlich für den Gütertransport genutzt wurde. Seit Ende August 2022 verkehren wieder Personenzüge zwischen Villeneuve-lès-Avignon und Pont-Saint-Esprit. Nächste Fernbahnhöfe sind Avignon-Centre und Avignon TGV.

## Partnerschaften
Villeneuve-lès-Avignon ist durch Partnerschaften verbunden mit
- Rheinbach (Rhein-Sieg-Kreis) in Deutschland seit 1969
- Peníscola in der Region Valencia in Spanien seit 1972
- San Miniato in der Toskana in Italien seit 1992
- Gythio auf dem Peloponnes in Griechenland seit 1997